# 2024년 하계 올림픽 배드민턴 남자 단식
2024년 하계 올림픽 배드민턴 남자 단식은 2024년 7월 27일부터 8월 5일까지 파리 (프랑스) 포르트 드 라 샤펠 경기장에서 열렸다. 이번 대회에는 36개국 41명의 선수가 참가했다. 덴마크 선수 빅토르 악셀센은 수비 올림픽 챔피언이었다. 그는 린단에 이어 남자 단식에서 두 번째로 올림픽 타이틀을 유지하는 데 성공했다.

## 형식
41명의 선수는 3~4명의 선수로 구성된 13개 그룹으로 나뉘었다. 이들은 상위 플레이어가 녹아웃 단계에 진출하는 라운드 로빈 토너먼트를 진행했다. 각 경기는 3전 2선승제 방식으로 진행되었다.